# Брендан Биррский
Бре́ндан Би́ррский (англ. Brendan of Birr, умер в 562 или в 573 году) — игумен Биррский. Святой католической и Англиканской церкви. День памяти — 29 ноября.

## Биография
Святой Брендан был из кельтов. Он родился в семье Фергюса Макроя (Fergus MacRoy) и был современником Брендана Мореплавателя (память 16 мая) и его духовным учеником через посредство св. Финиана, игумена Клонардского (память 12 декабря). Древний, но неполный манускрипт, гласит, что 12 апостолов Ирландии, бывших вместе в школе св. Финиана, видели чудесный цветок из Земли Обетованной. Поминаемый ныне св. Брендан был избран по жребию тем, кто был должен отправиться на её поиск. Но он был слишком стар или хрупок, и вместо него на поиски отправился св. Брендан Клонфертский.
Его монастырь в Бирре располагался где-то неподалёку от Парсонстауна (Parsonstown), Оффали (Offaly). Говорят, что его руины находятся около площади Эммет, где располагается старый храм св. Брендана. Он был большим другом и советником святого Колумбы (память в Католической церкви -  9 июня). Он вмешался в работу синода в Мелтауне (Meltown), Мит (Meath) чтобы положить конец отстранению от причастия св. Колумбы. Позднее св. Колумбы видел душу св. Брендана, возносимую ангелами на небеса в день его кончины. Колумба тотчас произнёс специально памятное Слово в монастыре Айона задолго до того, как получил подтверждение о кончине своего наставника.
Согласно «Gospels of MacRegal» или «Mc Regol» (IX век), школа св. Брендана в Бирре сохранилась и впоследствии. Эта книга («Gospels of MacRegal»), находящаяся сейчас в Бодлианской библиотеке, Оксфорд, представляет собой прекрасный пример ирландской образованности эпохи Средних веков.

## Тропарь св. Брендану Биррскому, глас 8-й (en)
Most glorious ascetic and chief of Ireland’s Prophets, O Father Brendan, thou wast a bright beacon in the western isle guiding many to salvation. / At thy heavenly birthday the Angels rejoiced and miraculously announced their joy to our Father Columba. / The prayers of the righteous avail much for us sinners. / Wherefore O Saint, pray to God for us that He will find us a place in the Mansions of the Blest.